# James Thomson (matemático)
James Thomson (13 de novembro de 1786 — 12 de janeiro de 1849) foi um matemático irlandês.
É notável por sua atuação na formação da escola de termodinâmica da Universidade de Glasgow. Pai do engenheiro e físico James Thomson e do físico William Thomson, mais conhecido como Lord Kelvin.

## Vida
Nascido em 13 de novembro, foi o quarto filho de James Thomson, um pequeno agricultor em Annaghmore, próximo a Ballynahinch, Condado de Down, Irlanda do Norte (a casa foi denominada depois Spamount), e sua mulher, Agnes Nesbit. O início de seu aprendizado foi com seu pai. Com onze ou doze anos de idade descobriu por conta própria a arte do relógio de sol. Seu pai o mandou para a escola em Ballykine, próximo a Ballynahinch, mantida por Samuel Edgar, pai do reverendo John Edgar. Lá Thomson tornou-se em seguida assistente.
Desejando tornar-se um ministro da igreja presbiteriana, entrou a Universidade de Glasgow em 1810, mantendo-se dando aulas na escola de Ballykine durante o verão. Graduou-se 1812, sendo indicado em 1814 diretor da escola de aritmética, escrituração e geografia da nova estabelecida Royal Belfast Academical Institution, onde foi em 1815 professor de matemática. Em 1829 recebeu o grau honorário de Legum Doctor (LL.D.) da Universidade de Glasgow, onde foi indicado em 1832 professor de matemática, posto que manteve até morrer em 12 de janeiro de 1849.

## Obras
Foi autor de livros escolares que tiveram diversas edições:
- ‘Arithmetic,’ Belfast, 1819; 72nd edit. London, 1880.
- ‘Trigonometry, Plane and Spherical,’ Belfast, 1820; 4th edit. London, 1844.
- ‘Introduction to Modern Geography,’ Belfast, 1827.
- ‘The Phenomena of the Heavens,’ Belfast, 1827.
- ‘The Differential and Integral Calculus,’ 1831; 2nd edit. London, 1848.
- ‘Euclid,’ 1834.
- ‘Atlas of Modern Geography.’
- ‘Algebra,’ 1844.

## Família
Thomson casou em 1817 com Margaret, filha mais velha de William Gardiner de Glasgow (ela morreu em 1830), com quem teve quatro filhos e três filhas. James (1822–1892) e William eram os dois mais velhos, nascendo depois Lord Kelvin (1824–1908).